# おやこでクッキング
『おやこでクッキング』は、キッズステーションで2006年4月10日から2016年4月1日（リピート放送は4月8日）まで放送されていた食育をテーマにした教育バラエティ番組（子供番組）。およびキッズステーション、京セラ、全国私立保育園連盟の3者共同による食育推進プロジェクトの総称。
TwellVでも2008年12月3日から2013年3月27日まで毎週水曜日7:00 - 7:30（キッズステーション・タイム枠）に放送された。

## 概要
キッズステーションのオリジナル番組。キッズステーションと京セラが協力、食育活動の一環として制作を開始。2008年度より全国私立保育園連盟がこれに加わった。毎年、夏と冬の年2回に番組連動のキャンペーンを実施したり、食育イベントを開催している。
番組で紹介したレシピは総合食育情報サイト「oyakodecooking.com」でダウンロードすることが出来た（現在は閉鎖されている）。
番組内容の変遷
番組が始まった2006年度から2011年度までは、実際の親子が出演。番組内容は、毎回1つの食べものをテーマにして、前半は、海・山・畑・工場といった、その食べ物が生まれ育ったふるさとを訪ねて、観察したり収穫を体験。後半は、収穫した食材を使って親子で協力して料理するというもの。
2012年度（4月9日放送/#306）に入って大型リニューアルを実施。未就学児向け視聴ゾーン「ハピクラ♪タイム」での放送に伴い、基幹番組『ハッピー!クラッピー』と連動。これにより同ゾーン共有の世界観“ハピクラワールド”の人気キャラクター、“クルン”と“なんじゃ仙人”が登場することになった。さらに、男女の固定MCを投入して「ハピクラワールドにある“スマイルキッチン”を舞台に、クッキング兄妹が料理を通して、なんじゃ仙人・クルンと一緒に食べ物について学んでいく」という設定を作り上げた。また、放送時間も10分拡大され30分番組になった。
キッズステーションでの放送には、野菜がキャラクターのアニメ『やさいのようせい N.Y.SALAD』が本編に挿入される（内包番組）が、TwellVではカットされている。

## キャスト
2012年度から現在
クッキング兄妹
- けいすけ：冨田佳輔

天然でのんびり屋の兄。
- ゆあ：野村ゆあ

しっかり者の妹。
番組キャラクター
- シェフなんじゃ（声：宮坂俊蔵） - パペット

料理のことなら何でも知ってるお爺さん。「なんじゃじゃじゃ〜」と唱えて食材に仙術をかけると、食材自身から話を聞き出すことが出来る。『ハッピークラッピー!』には“なんじゃ仙人”として登場。
- クルン（声：平尾明香） - パペット

ハピクラの森に住む妖精の女の子。おてんばでスイーツが大好き。

### 過去
- クックー（声：永田亮子） - 番組ナビゲーター。コックの姿をした二頭身のCGキャラクター。番組開始から2012年4月のリニューアルまで登場。
- 岡田ひとみ - コーナー出演（2009年4月12日 - 2011年3月6日）
- 新井里美 - ナレーション（2011年）

## 楽曲

### 2012年度-現在
オープニングテーマ
- 「スマイルクッキング」

作詞：ささぐちゆう　/ 作曲・編曲：山口朗彦 / うた：けいすけ&ゆあ
エンディングテーマ
- スリー・ドッグ・ナイト 「ジョイ・トゥ・ザ・ワールド」

BGM
BGMには70年・80年代の洋楽ヒットナンバーが使用されている。以下は定番のBGM。
- シカゴ 「サタデイ・イン・ザ・パーク」 - 料理開始
- ルイ・アームストロング 「この素晴らしき世界」 - 料理完成
- トム・ジョーンズ 「よくあることさ」 - クルンのコーナー

## ミニコーナー

### 2006年-2011年度
こねこね〜んど
ねんドル（ねんど職人＋アイドル）の岡田ひとみが毎回、粘土を使ったミニチュアの食材や料理の作り方を紹介する。2009年4月12日から2011年3月6日にかけて、おおよそ隔週で放送。全39回（#155-252)。

クックーのおへや
クックーが番組で取り上げる食材を使った遊びや簡単な工作を紹介する。2007年4月から2008年4月にかけて放送。全40回（#52-106）。

### 2012年度-現在
クルンのおいしいものさがせ!
全国の美味しいものを探してクルンがレポートする。

クルンのみんなのおひるごはん
クルンが全国の幼稚園を訪ねてお昼ごはんをリポートする。

## 放送時間
キッズステーション
- 2006年4月10日-2007年4月（#1-#51）
  - 月-金 7:55 - 8:00　日 11:40 - 11:45
- 2007年4月9日-2008年（#52-#）
  - 月-金 8:00 - 8:10　土・日 11:50 - 12:00　※放送時間拡大
- 2008年-2009年
  - 日 11:45 - 11:55 / 月 8:15 - 8:25、15:15 - 15:25 / 月・水・金 15:15 - 15:25 / 土 8:50 - 9:00
- 2009年4月 日-2009年10月4日（ - #179）
  - 日 11:45 - 12:00 / 月・水・金 15:30 - 15:45 / 土 8:50 - 9:05
- 2009年10月4日-2010年3月27日（#180-#203）
  - 日 11:45 - 12:00 / 月 8:15 - 8:30、月・水・金 15:30 - 15:45 / 土 8:50 - 9:05
- 2010年3月28日-2011年4月2日（#204-#255）
  - 日 11:45 - 12:00 / 月・水・金 8:15 - 8:30、15:30 - 15:45[4] / 土 10:20 - 10:35
- 2011年4月3日-6月6日（#256-#265）
  - 日 11:40 - 12:00 / 月・水・金 8:10 - 8:30、15:30 - 15:45 / 土 8:40 - 9:00[5]
- 2011年6月7日-2012年3月31日（#265-#305）
  - 日 11:40 - 12:00 / 月・水・金 12:00 - 12:20、15:00 - 15:15[6] / 土 8:40 - 9:00
- 2012年4月9日-（#306-）
  - 月-金 11:00 - 11:30 / 14:30 - 15:00

TwellV
「キッズステーション・タイム」枠で放送。
- 2008年12月3日-2013年3月27日　水曜 7:00 - 7:30 / 17:00 - 17:30

## スタッフ
- 構成：内田裕士
- 食育監修：菅野満喜子（グループこんぺいと）
- 撮影：花岡隆太、鈴木大介、中込圭、木村智、砂押秀寿、高久通
- 音楽：湯浅祐子
- 振付：増川貴美
- MA：aaiスタジオ
- 料理コーディネート：福留奈美、倉敷純子、有川奈名子
- 装飾・イラスト：オグリヒデト、ショウジタツヤ
- 協力：全国私立保育園連盟、ホリプロ・インプルーブメント・アソシエーション、青二プロダクション、ルーモアズ
- 協賛：京セラ
- ディレクター：張相烈、長井琢英
- 制作：庄司達哉、小栗英人
- プロデューサー：辻本裕子、松田麻希
- チーフプロデューサー：押田聖弘
- 制作協力：パピヨン・マジック
- 製作著作：キッズステーション

## 書籍
- 「食育アイデアBook おやこでクッキングIN保育園 テレビの本」ISBN 978-4805401828
発売日:2011年3月28日 / 著者：キッズステーション / 出版社：チャイルド本社